# پارک بوت شومون
پارک بوت شومو (انگلیسی: Parc des Buttes Chaumont) نام پارکی در شهر پاریس فرانسه است. این پارک پنجمین پارک بزرگ فرانسه بعد از پارک ونسن پارک بولونی پارک دو لاویلت و پارک تویلری است.